# ابراهیم زرقالی
ابراهیم بن یحیی تُجیبیِ نقاش زرقالی  (۱۰۲۹–۱۰۸۷) منجم و ریاضی‌دان اهل تولیدو اسپانیا بود.

## زندگی
وی در تولیدو متولد شد و ابتدا به کار فلزکاری گماشته شده بود که نبوغ خود را در حکاکی فلزات آشکار کرد و مردم به او نقاش الزرقانی بمعنی نقاش حکاک میگفتند.
جفری چاوسر نویسنده انگلیسی قرون وسطی در آثار خود از او بنام 'Arsechieles' یاد میکند

## اسطرلاب زرقالی
وی با استفاده از دانش خود و مهارتهای فلزکاری خود اسطرلاب را به بهترین شکل خود ساخت که تا قرن ۱۶ میلادی توسط همه مسافران و کاروان استفاده میشد و آنرا صفحه مینامیدند.

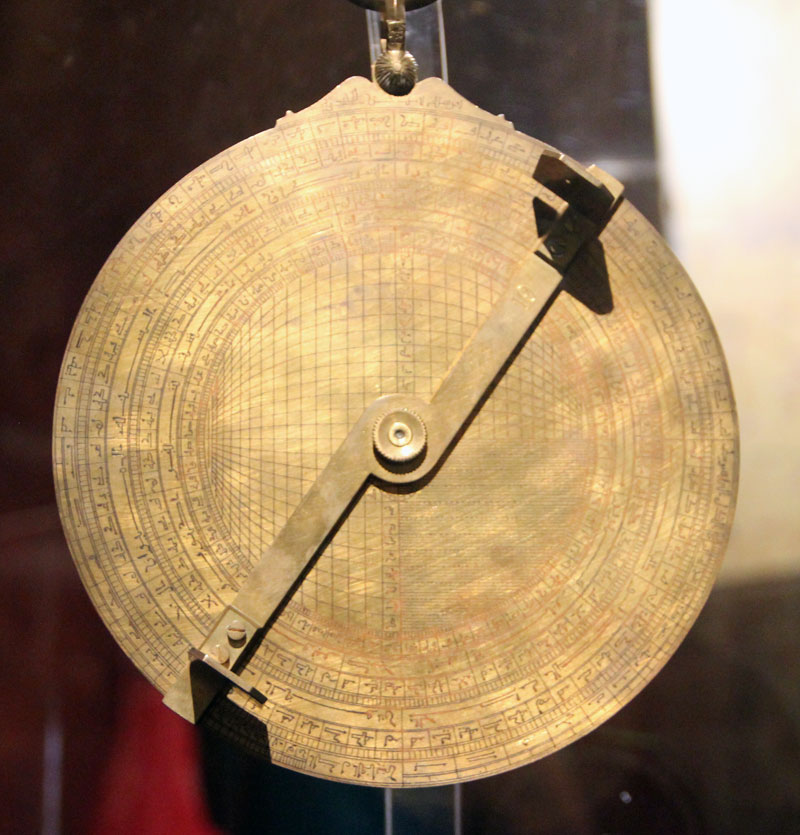
اسطرلاب زرقالی

## ساعت آبی ۲۴ ساعته
گفته شده زرقالی ساعت آبی ساخت که قادر به تشخیص ساعات شب و روز بود.

## آثار
العمل بالصفیحة الزیجیة،
التدبیر،
المدخل الی علم النجوم،
رسالة فی طریقة استخدام الصفیحة المشترکة .